# Natasja Bruintjes
Natasja Bruintjes (Zaandam, 22 februari 1988) is een Nederlandse oud-langebaanschaatsster die tot seizoen 2012/2013 schaatste voor Team Corendon. Eerder maakte ze deel uit van Jong Oranje, het KNSB Opleidingsteam en de Hofmeier-formatie. Tijdens seizoen 2010/2011 schaatste Natasja Bruintjes zonder ploeg en werd ze in 2011 geopereerd aan een hernia. In 2014 stopte ze als professioneel schaatsster.

## Biografie
Tijdens het WK Afstanden in maart 2008 in Nagano werd ze 20e op de 500 meter. Het seizoen daarop werd ze tijdens het NK Sprint tweede en plaatste ze zich voor het WK Sprint waar ze als 12e eindigde. Op 1 februari 2009 ontstond er onduidelijkheid over het te voeren beleid wat betreft het derde ticket op de 1000 meter voor het WK Afstanden 2009 in Vancouver. Op dit kampioenschap eindigde ze op een knappe vierde plaats.
Na het Olympische seizoen 2009/2010 vernieuwde Hofmeier de ploeg waardoor er geen plaats meer was voor Natasja Bruintjes. Ze besloot zonder ploeg verder te gaan. Anderhalve week voor het NK Afstanden 2011 vond Bruintjes samen met sprinter Allard Neijmeijer een sponsor in Bosveld. Op dat NK plaatste Bruintjes zich met een vierde plaats op de 1000 meter voor de wereldbeker op die afstand.
Op 10 november 2011 werd Bruintjes geopereerd aan een hernia. Hierdoor zou ze tot februari niet op het ijs kunnen verschijnen en mogelijk kost het haar het hele seizoen. Voor seizoen 2012/2013 kwam Bruintjes uit namens Team Corendon om een seizoen later weer alleen verder te gaan onder begeleiding van Neymann, Van der Lende en de marathonploeg Primagaz-Telstar Sport schaatsteam. In 2014 besloot ze te stoppen als professioneel schaatser en startte ze een coachingsbedrijf.

## Persoonlijke records
| Afstand    | Tijd    | Datum            | Baan           |
| ---------- | ------- | ---------------- | -------------- |
| 500 meter  | 38,35   | 11 december 2009 | Salt Lake City |
| 1000 meter | 1.14,92 | 13 december 2009 | Salt Lake City |
| 1500 meter | 1.58,74 | 14 maart 2008    | Calgary        |
| 3000 meter | 4.28,28 | 23 december 2006 | Heerenveen     |
| 5000 meter | 8.05,26 | 15 januari 2006  | Groningen      |

## Resultaten
| Jaar | NK Afstanden               | NK Allround | NK Sprint | WK Sprint | WK Afstanden | Wereldbeker                 | WK Junioren        |
| ---- | -------------------------- | ----------- | --------- | --------- | ------------ | --------------------------- | ------------------ |
| 2006 | 10e 500m 17e 1000m         | 13e         |           |           |              |                             |                    |
| 2007 | 18e 500m                   | 17e         |           |           |              |                             | 6e · achtervolging |
| 2008 | 5e 500m 5e 1000m 11e 1500m |             | 6e        |           | 20e 500m     | 26e 500m 51e 1000m          |                    |
| 2009 | 6e 500m · 1000m            |             | Zilver    | 12e       | 4e 1000m     | 36e 500m 18e 1000m          |                    |
| 2010 | 7e 500m 6e 1000m 5e 1500m  |             |           |           |              | 15e 500m 4e 1000m 32e 1500m |                    |
| 2011 | 9e 500m 4e 1000m 18e 1500m |             | 7e        |           |              | 24e 1000m                   |                    |
| 2012 | NS2 500m 9e 1000m          |             |           |           |              |                             |                    |

### Medaillespiegel
| Kampioenschap | goud · | zilver · | brons · |
| ------------- | ------ | -------- | ------- |
| NK Afstanden  | 0      | 0        | 1       |
| NK Sprint     | 0      | 1        | 0       |
| WK Junioren   | 1      | 0        | 0       |